# Aristolochia poomae
Aristolochia poomae är en piprankeväxtart som beskrevs av Phuph.. Aristolochia poomae ingår i släktet piprankor, och familjen piprankeväxter. Inga underarter finns listade i Catalogue of Life.